# Patricia Kaas
Patricia Kaas (Forbach, Lorena, 7 de dezembro de 1966) é uma cantora e atriz francesa. Ela nasceu de pai francês e mãe alemã. Desde que gravou seu primeiro CD, Mademoiselle chante…, em 1988, Kaas vendeu mais de 16 milhões de CDs em todo o mundo.

## Biografia
Começou a se apresentar ainda jovem, e durante oito anos, interpretou cantores de títulos populares, tais como Sylvie Vartan, Claude François, Mireille Mathieu, Liza Minnelli, entre outros, em Salões de Dança, festas familiares e pequenos eventos.

Patricia era extremamente talentosa como artista e criava seu próprio mundo e, em 1985, gravou o seu primeiro single, "Persian", que foi a chave para as portas do sucesso.

Conseguiu gravar seu primeiro disco em 1988, depois de uma reunião com a Didier Barbelivien, com o título Mademoiselle Chante Le Blues. O título é um verdadeiro sucesso e o álbum consegue atingir grande parte do público alvo.

Patricia Kaas começou a ficar famosa na França e em toda a Europa e era vista como a nova Edith Piaf. Seus próximos álbuns vendem centenas de milhares de cópias e são repetidamente premiados pelo Victoires de la Musique.

Rodeada pelos melhores compositores, como Jean-Jacques Goldman, Pascal Obispo, Roda-Gil, entre outros, Patricia Kaas decide pausar sua carreira, em 2001, para participar no filme reproduzido por Claude Lelouch And Now... Ladies and Gentlemen. Também registra a trilha sonora do filme, o que ajuda a aumentar o seu sucesso internacional.

Em 2003, é lançado Sexo Forte, que, mais uma vez, leva seu nome ao redor do planeta.

Temos de esperar cinco anos antes de ouvir novamente Patricia Kaas num estúdio, em seu oitavo álbum, Kabaret, que saiu atrasado em 2008. Como de costume, dão prioridade a novos cenários para shows e grande parte do ano de 2009 vai ser ocupada por uma turnê internacional para confirmar o seu lugar como embaixatriz da canção francesa.

## Festival Eurovisão da Canção 2009
A França é um dos 4 países que pertence ao grupo dos Big4, por isso a sua passagem à final, é directa (isto é, não tem que passar por nenhuma das duas semifinais). Patricia Kaas, cantora de renome francês e, muitas vezes apelidada como a nova Edith Piaf, representou a França em Moscovo com a canção Et s'il fallait le faire.

## Discografia

### Álbuns
- 1988 : Mademoiselle chante...
- 1990 : Scène de vie
- 1991 : Carnets de scène 1
- 1993 : Je te dis vous
- 1995 : Tour de charme 1
- 1997 : Dans ma chair
- 1997 : Black Coffee (fora de comércio)
- 1998 : Rendez-vous 1
- 1999 : Le Mot de passe
- 1999 : Christmas in Vienna VI (com Plácido Domingo e Alejandro Fernández (acompanha pela Orquestra Filarmônica de Viena)
- 2000 : Ce sera nous 1
- 2001 : Les indispensables de Patricia Kaas 1
- 2001 : Rien ne s'arrête ²
- 2002 : Piano Bar
- 2003 : Sexe fort
- 2005 : Toute la musique... 1
- 2007 : Ma Liberté contre la tienne ²
- 2008 : Kabaret

1 Álbuns ao vivo
2 Compilações